# Sebastián Lomónaco
Sebastián Ariel Lomónaco (Avellaneda, Buenos Aires, Argentina; 17 de septiembre de 1998) es un futbolista argentino. Juega de delantero y su equipo actual es Gimnasia y Esgrima La Plata de la Primera División Argentina.

## Trayectoria
Egresado de las inferiores del Arsenal Sarandí, debutó en el primer equipo el 18 de diciembre de 2016 ante Vélez Sarsfield en Primera División.
Luego de disputar 36 encuentros por Arsenal, anotando siete goles, fue transferido al Godoy Cruz en junio de 2019.
En enero de 2022 regresó a Arsenal a préstamo por toda la temporada.
Para la temporada 2023, fue cedido a Unión La Calera de la Primera División de Chile.
En enero de 2024 es cedido al Panetolikos de Grecia. Había sido cedido a préstamo por un año y con opción de compra.
En julio de 2025, regresa al fútbol argentino para ser cedido a Gimnasia y Esgrima La Plata de la Primera División. Será refuerzo del club de La Plata por doce meses.

## Selección nacional
Formó parte del equipo que ganó los Juegos Panamericanos de 2019 con la selección sub-22 de Argentina en Perú. Jugó cuatro encuentros y anotó un gol.

## Estadísticas
Actualizado al último partido disputado el 14 de mayo de 2025.
| Club                              | Div.          | Temporada     | Liga  | Liga  | Copas nacionales | Copas nacionales | Copas internacionales | Copas internacionales | Total | Total |
| Club                              | Div.          | Temporada     | Part. | Goles | Part.            | Goles            | Part.                 | Goles                 | Part. | Goles |
| --------------------------------- | ------------- | ------------- | ----- | ----- | ---------------- | ---------------- | --------------------- | --------------------- | ----- | ----- |
| Arsenal Argentina                 | 1.ª           | 2016-17       | 1     | 0     | 0                | 0                | 0                     | 0                     | 1     | 0     |
| Arsenal Argentina                 | 1.ª           | 2017-18       | 12    | 3     | 1                | 0                | —                     | —                     | 13    | 3     |
| Arsenal Argentina                 | 2.ª           | 2018-19       | 22    | 4     | 0                | 0                | —                     | —                     | 22    | 4     |
| Arsenal Argentina                 | 1.ª           | 2022          | 24    | 4     | 15               | 7                | —                     | —                     | 39    | 11    |
| Arsenal Argentina                 | Total club    | Total club    | 59    | 11    | 16               | 7                | 0                     | 0                     | 75    | 18    |
| Godoy Cruz Argentina              | 1.ª           | 2019-20       | 8     | 0     | 1                | 0                | —                     | —                     | 9     | 0     |
| Godoy Cruz Argentina              | 1.ª           | 2020-21       | 5     | 0     | 3                | 0                | —                     | —                     | 8     | 0     |
| Godoy Cruz Argentina              | 1.ª           | 2021          | 27    | 4     | 0                | 0                | —                     | —                     | 27    | 4     |
| Godoy Cruz Argentina              | Total club    | Total club    | 40    | 4     | 4                | 0                | 0                     | 0                     | 44    | 4     |
| Unión La Calera · Chile           | 1.ª           | 2023          | 27    | 4     | 2                | 2                | —                     | —                     | 29    | 6     |
| Unión La Calera · Chile           | Total club    | Total club    | 27    | 4     | 2                | 2                | 0                     | 0                     | 29    | 6     |
| Panetolikos · Grecia              | 1.ª           | 2024          | 25    | 4     | 2                | 0                | —                     | —                     | 27    | 4     |
| Panetolikos · Grecia              | 1.ª           | 2025          | 8     | 0     | 1                | 0                | —                     | —                     | 9     | 0     |
| Panetolikos · Grecia              | Total club    | Total club    | 33    | 4     | 3                | 0                | 0                     | 0                     | 36    | 4     |
| Gimnasia y Esgrima (LP) Argentina | 1.ª           | 2025          | -     | -     | -                | -                | -                     | -                     | 0     | 0     |
| Gimnasia y Esgrima (LP) Argentina | Total club    | Total club    | 0     | 0     | 0                | 0                | 0                     | 0                     | 0     | 0     |
| Total carrera                     | Total carrera | Total carrera | 159   | 23    | 25               | 9                | 0                     | 0                     | 184   | 32    |

## Palmarés

### Títulos internacionales
| Título               | Equipo                        | Sede | Año                          |
| -------------------- | ----------------------------- | ---- | ---------------------------- |
| Juegos Panamericanos | Selección sub-22 de Argentina | Perú | Juegos Panamericanos de 2019 |